# تقی مهری
تقی مهری (زاده ۱۳۴۰ گرگان) سرتیپ پاسدار فرماندهی انتظامی جمهوری اسلامی ایران است که از اردیبهشت ۱۴۰۴ به‌عنوان معاون هماهنگ‌کننده سازمان عقیدتی سیاسی فراجا فعالیت می‌کند.
وی فعالیت نظامی را از سال ۱۳۵۹ در سپاه پاسداران آغاز کرد و در خلال جنگ ایران و عراق از اعضای این نهاد بود و معاونت اطلاعات و عملیات لشکر ۲۵ کربلا را برعهده داشت.
مهری از ۱۳۸۰ تا ۱۳۸۲ فرماندهی انتظامی گلستان را برعهده داشت، در فاصله سال‌های ۱۳۸۲ تا ۱۳۸۴ به‌عنوان جانشین معاون انتظامی ناجا فعالیت می‌کرد و از ۱۳۸۸ تا ۱۳۹۱ جانشین رئیس پلیس راهنمایی و رانندگی بود. وی در فاصله سالهای ۱۳۹۱ تا ۱۳۹۴ ریاست پلیس پیشگیری را برعهده داشت، از ۱۳۹۴ تا ۱۳۹۷ به‌عنوان رئیس پلیس راهنمایی و رانندگی فعالیت می‌کرد و در فاصله سال‌های ۱۳۹۷ تا ۱۴۰۴ رئیس سازمان وظیفه عمومی فراجا بود.

## ساعس فراجا
اردیبهشت ماه ۱۴۰۴، پس از پایان مأموریت وی از ریاست سازمان وظیفه عمومی فراجا با هماهنگی دفتر عقیدتی سیاسی فرماندهی کل قوا و با حکم حجت الاسلام علی شیرازی، رئیس سازمان عقیدتی سیاسی فراجا، سردار سرتیپ تقی مهری به عنوان معاون هماهنگ‌کننده سازمان عقیدتی سیاسی فراجا منصوب گردید.

## جایزه‌ها و نشان‌های افتخار
این بخش شامل نشان‌ها و جایزه‌های رسمی تقی مهری است که بر روی لباس همسان او نصب می‌شود ولی جایزه‌های غیرنظامی و غیررسمی را دربر نخواهد گرفت.

### آرم‌ها
| آرم‌های سینه |
|             |

| آرم‌های بازو |
|             |

| آرم‌های یقه |
|            |

## نوار نشان‌ها
|  |  |  |
|  |  |  |
|  |  |  |

## نام نشان‌ها
| دوره عالی امنیت استراتژیک | نشان جانبازی    |            |
| دوره کارشناسی‌ارشد ناجا    | دوره دکتری ناجا |            |
| دوره عمومی انتظامی        | دوره علمی       | دوره تخصصی |